# Kūkh-e Māmū
Kūkh-e Māmū (persiska: كوخِ مامو, کوخ مامو) är en ort i Iran.   Den ligger i provinsen Kurdistan, i den nordvästra delen av landet, 500 km väster om huvudstaden Teheran. Kūkh-e Māmū ligger 1 534 meter över havet och antalet invånare är 357.
Terrängen runt Kūkh-e Māmū är huvudsakligen kuperad, men den allra närmaste omgivningen är platt.Runt Kūkh-e Māmū är det ganska tätbefolkat, med 93 invånare per kvadratkilometer. Närmaste större samhälle är Bāneh, 10,0 km norr om Kūkh-e Māmū. Trakten runt Kūkh-e Māmū består i huvudsak av gräsmarker.